# Ignosticisme
L'ignosticisme ou igthéisme est la position philosophique qui considère que toutes les positions théologiques s'avancent trop quant au concept de Dieu et d'autres concepts théologiques, incluant par exemple la foi, la vie après la mort, la damnation, la rédemption, le pêché ou l'âme.
L'ignosticisme consiste à dire qu'une définition cohérente d'un terme religieux ou théologique donné doit être présentée avant que les questions portant sur la nature ou l'existence du concept puissent être discutées. De plus, si la définition donnée n'est pas réfutable, l'ignostique considère que la question de l'existence ou nature du concept ainsi défini est dépourvue de sens, puisque le terme ne veut rien dire concrètement. Par exemple, le terme "Dieu" ne se réfère pas à quoi que ce soit qui puisse exister ou non, en conséquence de quoi le terme "Dieu" n'a littéralement pas de sens.
Certains philosophes considèrent l'ignosticisme comme une variation de l'agnosticisme ou de l'athéisme, alors que d'autres le considèrent comme une position distincte.

## Rapport aux autres positions sur Dieu
L'ignosticisme et le non-cognitivisme théologique sont généralement synonymes, mais la relation de l'ignosticisme à d'autres courants non-théistes est moins claire. Alors que Paul Kurtz pense que l'ignosticisme est compatible avec l'athéisme faible et l'agnosticisme, d'autres philosophes le considèrent comme distinct.
Le terme ignosticisme a été forgé dans les années 1960 par Sherwin Wine, un rabbin et un des pères fondateur du judaïsme humaniste. Le terme igthéisme  lui  a été proposé par l'humaniste séculier Paul Kurtz en 1992 dans son livre The New Skepticism.
Dans un chapitre de son livre Language, Truth, and Logic, en 1936, Alfred Jules Ayer argumente qu'il n'est pas possible de parler de l'existence de Dieu, ou même de la probabilité de son existence, puisque le concept lui-même est invérifiable et par conséquent dépourvu de sens.
Tout comme Ayer Theodore Drange voit l'athéisme et l'agnosticisme comme des positions qui acceptent la phrase "Dieu existe" comme ayant un sens: les athées la jugent comme "fausse ou probablement fausse" alors que les agnostiques la considèrent comme non-tranchée pour l'instant. Si on accepte les définitions de Drange, les ignostiques ne seraient ni athées ni agnostiques. Une maxime simplifiée sur le sujet dit: "Un athée dirait, 'Je ne pense pas que Dieu existe'; un agnostique dirait, 'Je ne sais pas si Dieu existe ou non'; et un ignostique dirait, 'Je ne vois pas ce que vous voulez dire quand vous dites "Dieu existe"."
Bien qu'il se déclare lui-même athée, Sam Harris a exprimé sa frustration à être étiqueté "athée" et emploie souvent des arguments ignostiques critiquant l'ambiguïté et l'incohérence des définitions de "Dieu". Harris considère le terme et concept d'athée comme aussi absurde que d'avoir à se qualifier de non-raciste ou non-croyant en Zeus. Dans cette optique, Harris estime que débattre de l'existence de Dieu est à la fois absurde et non-scientifique, bien qu'un mal nécessaire lorsqu'on se fait l'avocat de la raison et de la science.
L'ignosticisme ne doit pas être confondu avec l'apathéisme (conjonction des termes apathique et athée, aussi appelé athéisme pratique), soit une posture apathique face à l'existence de Dieu. Un "athée apathique" pourrait voir la déclaration "Dieu existe" comme insignifiante; mais il pourrait aussi la voir comme sensée, voire peut-être vraie.

## Le sens du mot "Dieu" dépendant de la posture philosophique
Drange souligne que toute réponse sur la question "Est-ce que Dieu existe" est faite relativement à un concept particulier de ce que représente "Dieu", qui peut recouvrir des définitions très variées et mutuellement exclusives.

« Puisque le mot "Dieu" a tellement de sens différents, il est possible que la phrase "Dieu existe" exprime une multitude de propositions différentes. Nous devons nous focaliser sur chacune de ces propositions séparément. … Pour chaque sens différent du terme "Dieu", on va trouver des théistes, athées et agnostiques relativement à ce concept de Dieu »

Puisque dieu signifie des choses très différentes selon les personnes, quand le mot est exprimé, un ignostique peut chercher à déterminer s'il est question d'un vieillard à barbe blanche ou d'un Grand Architecte, conception d'un théologien par exemple. La première conception est généralement pourvue d'un sens simple et cohérent, basé sur une conception anthropomorphique de dieu, et de ce fait est considérée comme peu crédible. De nombreux philosophes et théologiens ont rejeté cette conception de dieu tout en affirmant leur croyance dans une autre conception plus abstraite, notamment St. Augustin, Moïse Maïmonide, Thomas d'Aquin, Spinoza ou Søren Kierkegaard.